# Lantenay (Ain)
Lantenay és un municipi francès situat al departament de l'Ain i a la regió d'Alvèrnia-Roine-Alps. L'any 2007 tenia 256 habitants.

## Demografia

### Població
El 2007 la població de fet de Lantenay era de 256 persones. Hi havia 96 famílies de les quals 24 eren unipersonals (16 homes vivint sols i 8 dones vivint soles), 28 parelles sense fills i 44 parelles amb fills.
La població ha evolucionat segons el següent gràfic:
Habitants censats

### Habitatges
El 2007 hi havia 139 habitatges, 100 eren l'habitatge principal de la família, 30 eren segones residències i 9 estaven desocupats. 120 eren cases i 15 eren apartaments. Dels 100 habitatges principals, 85 estaven ocupats pels seus propietaris, 10 estaven llogats i ocupats pels llogaters i 5 estaven cedits a títol gratuït; 1 tenia dues cambres, 6 en tenien tres, 23 en tenien quatre i 70 en tenien cinc o més. 86 habitatges disposaven pel capbaix d'una plaça de pàrquing. A 38 habitatges hi havia un automòbil i a 55 n'hi havia dos o més.

### Piràmide de població
La piràmide de població per edats i sexe el 2009 era:
| Homes | Edats   | Dones |
| ----- | ------- | ----- |
| 0     | 95 o +  | 0     |
| 0     | 90 a 94 | 0     |
| 0     | 85 a 89 | 4     |
| 4     | 80 a 84 | 0     |
| 12    | 75 a 79 | 4     |
| 4     | 70 a 74 | 8     |
| 8     | 65 a 69 | 4     |
| 4     | 60 a 64 | 8     |
| 4     | 55 a 59 | 8     |
| 0     | 50 a 54 | 0     |
| 8     | 45 a 49 | 4     |
| 12    | 40 a 44 | 4     |
| 12    | 35 a 39 | 20    |
| 24    | 30 a 34 | 12    |
| 12    | 25 a 29 | 8     |
| 0     | 20 a 24 | 4     |
| 8     | 15 a 19 | 12    |
| 12    | 10 a 14 | 12    |
| 4     | 5 a 9   | 4     |
| 16    | 0 a 4   | 8     |

## Economia
El 2007 la població en edat de treballar era de 162 persones, 130 eren actives i 32 eren inactives. De les 130 persones actives 127 estaven ocupades (75 homes i 52 dones) i 3 estaven aturades (2 homes i 1 dona). De les 32 persones inactives 10 estaven jubilades, 16 estaven estudiant i 6 estaven classificades com a «altres inactius».

### Ingressos
El 2009 a Lantenay hi havia 107 unitats fiscals que integraven 276 persones, la mediana anual d'ingressos fiscals per persona era de 19.097 €.

### Activitats econòmiques
Dels 3 establiments que hi havia el 2007, 1 era d'una empresa de fabricació d'altres productes industrials, 1 d'una empresa de construcció i 1 d'una empresa classificada com a «altres activitats de serveis».
Dels 2 establiments de servei als particulars que hi havia el 2009, 1 era una fusteria i 1 perruqueria.
L'any 2000 a Lantenay hi havia 5 explotacions agrícoles.

## Equipaments sanitaris i escolars
El 2009 hi havia una escola maternal integrada dins d'un grup escolar amb les comunes properes formant una escola dispersa.

## Poblacions més properes
El següent diagrama mostra les poblacions més properes.